# Бракниця
Бра́книця (болг. Бракница) — село в Тирговиштській області Болгарії. Входить до складу общини Попово.

## Населення
За даними перепису населення 2011 року у селі проживали 44 особи, з них 42 особи (95,5%) — болгари.
Розподіл населення за віком у 2011 році:
Динаміка населення: